# Patryk Pałasz
Patryk Pałasz (12 de febrero de 1984) es un deportista polaco que compitió en esgrima, especialista en la modalidad de sable. Ganó una medalla de plata en el Campeonato Europeo de Esgrima de 2005, en la prueba por equipos.

## Palmarés internacional
| Campeonato Europeo | Campeonato Europeo     | Campeonato Europeo | Campeonato Europeo |
| Año                | Lugar                  | Medalla            | Prueba             |
| ------------------ | ---------------------- | ------------------ | ------------------ |
| 2005               | Zalaegerszeg (Hungría) | Medalla de plata   | Sable por equipos  |